# Arnold von Quedlinburg
Arnold von Quedlinburg (* vor 1229; † nach 1265) war ein deutscher Chronist des 13. Jahrhunderts.

## Leben
Ein Protonotar Arnold wird in Quedlinburger Urkunden des 13. Jahrhunderts nirgends genannt, wohl aber zwei Kanoniker dieses Namens, die hier in Betracht kommen könnten. Der Ältere von ihnen findet sich bereits 1229 und war seit 1231 Pfarrer an der Kirche St. Blasii (Quedlinburg). Zugleich mit ihm als Zeuge tritt zuerst in einer Urkunde der Äbtissin Gertrud von Ampfurth 1239 ein zweiter Arnold auf. Er war Kustos an der Stiftskirche St. Servatius (Quedlinburg), wird seit 1252 als Kaplan der genannten Äbtissin verzeichnet und erscheint zuletzt in einer Urkunde von 1265.